# Voksán Virág
Voksán Virág (Budapest, 1983. augusztus 15. –) magyar fotómodell, lemezlovas.

## Élete
2002-ben fejezte be gimnáziumi tanulmányait, Szentendrén, a II. Rákóczi Ferenc Általános Iskola és Gimnáziumban.
2006-ban fejezte be tanulmányait az International Business School üzleti kommunikációs szakán (angol nyelven).
A 2006-os Playmate versenyen a közönség megválasztotta első helyezettként. Egy évre rá 1. helyezést ért el a Miss Hawaiian Tropic hazai döntőjében. 2008-ban ő is ott volt Hugh Hefner 82. születésnapi partiján.
2007 óta DJ Flower néven lemezlovasként játszik itthon és külföldön. 2008-ban szerepelt A sztárok a fejükre estek című valóságshowban, ahol 6. lett.